# Złota (przystanek kolejowy)
Złota – wąskotorowy kolejowy przystanek osobowy w Wysokienicach, w gminie Głuchów, w powiecie skierniewickim, w województwie łódzkim, w Polsce. Obsługuje ruch turystyczny. Mieści się pośród pagórków u stóp wzgórza na którym położona jest wieś.